# Heteropodagrion croizati
Heteropodagrion croizati – gatunek ważki z rodziny Heteragrionidae. Znany z miejsca typowego w departamencie Putumayo w południowo-zachodniej Kolumbii; stwierdzenie z Ekwadoru wymaga potwierdzenia.